# Raghogarh-Vijaypur
Raghogarh-Vijaypur es una localidad de la India en el distrito de Guna, estado de Madhya Pradesh.

## Geografía
Se encuentra a una altitud de 417 m s. n. m. a 187 km de la capital estatal, Bhopal, en la zona horaria UTC +5:30.

## Demografía
Según estimación 2010 contaba con una población de 83 334 habitantes.